# Liste der Universitäten in Texas
Liste von Universitäten und Colleges im US-Bundesstaat Texas:

## Staatliche Hochschulen

### Hochschulverbünde
- The Texas A&M University System
  - Texas A&M International University
  - Texas A&M University
  - Texas A&M University–Commerce
  - Texas A&M University–Corpus Christi
  - Texas A&M University System Health Science Center
  - Texas A&M University-Kingsville
  - Prairie View A&M University
  - Tarleton State University
  - Texas A&M University-Texarkana
  - West Texas A&M University
- Texas State University System
  - Lamar University
  - Lamar Institute of Technology
  - Lamar State College-Orange
  - Lamar State College-Port Arthur
  - Sam Houston State University
  - Sul Ross State University
  - Texas State University
- Texas Tech University System
  - Angelo State University
  - Texas Tech University
  - Texas Tech University Health Sciences Center
- University of Houston System
  - University of Houston
  - University of Houston-Clear Lake
  - University of Houston-Downtown
  - University of Houston-Victoria
- University of North Texas System
  - University of North Texas
  - University of North Texas Health Science Center
- The University of Texas System
  - University of Texas at Arlington
  - University of Texas at Austin
  - University of Texas at Dallas
  - University of Texas at El Paso
  - University of Texas of the Permian Basin
  - University of Texas Rio Grande Valley
  - University of Texas at San Antonio
  - University of Texas at Tyler

### Unabhängige staatliche Hochschulen
- Midwestern State University
- Stephen F. Austin State University
- Texas Southern University
- Texas Woman’s University

## Private Hochschulen
- Abilene Christian University
- Amberton University
- Angelo State University
- Arlington Baptist College
- Austin College
- Baylor College of Medicine
- Baylor University
- College of Saint Thomas More
- Concordia University
- Criswell College
- Dallas Baptist University
- Dallas Christian College
- Dallas Theological Seminary
- East Texas Baptist University
- Hardin-Simmons University
- Houston Christian University
- Howard Payne University
- Huston-Tillotson University
- ICI University
- Jarvis Christian College
- LeTourneau University
- Lubbock Christian University
- McMurry University
- North Lake College
- Northwood University
- Our Lady of the Lake University
- Paul Quinn College
- Rice University
- St. Edward’s University
- Saint Mary’s University of San Antonio
- Schreiner University
- Southern Methodist University
- South Texas College of Law
- Southwestern Adventist University
- Southwestern Assemblies of God University
- Southwestern University
- TECH Technological University
- Texas Christian University
- Texas College
- Texas Lutheran University
- Texas Wesleyan University
- Trinity University
- Tyler Junior College
- University of Dallas
- University of Mary Hardin-Baylor
- University of Saint Thomas
- University of the Incarnate Word
- Wayland Baptist University
- Wiley College
- Westwood College of Technology